# Wydział Towaroznawstwa Uniwersytetu Ekonomicznego w Krakowie
Wydział Towaroznawstwa Uniwersytetu Ekonomicznego w Krakowie (dawniej), od 1 października 2019 roku Instytut Nauk o Jakości i Zarządzania Produktem Uniwersytetu Ekonomicznego w Krakowie – instytut działający w Kolegium Nauk o Zarządzaniu i Jakości UEK. Jeden z dziewięciu instytutów Uniwersytetu Ekonomicznego w Krakowie. Jego siedziba znajduje się przy ul. Rakowickiej 27 oraz ul. H. Sienkiewicz 3 i ul. H. Sienkiewicza 4 w Krakowie.

## Struktura
- Katedra Chemii Ogólnej
- Katedra Metrologii i Analizy Instrumentalnej
- Katedra Mikrobiologii
- Katedra Opakowalnictwa Towarów
- Katedra Technologii i Ekologii Wyrobów
- Katedra Jakości i Bezpieczeństwa Produktów Przemysłowych
- Katedra Jakości Produktów Żywnościowych
- Katedra Zarządzania Jakością
- Katedra Zarządzania Procesowego[2][3]

## Kierunki studiów
- Innowacyjność Produktu
- Inżynieria jakości produktu
- Towaroznawstwo
- Zarządzanie i inżynieria produkcji[4]

A także na drugim stopniu studiów Logistyka. 

## Władze
- Dyrektor Instytutu: dr hab. inż. Renata Salerno-Kochan, prof. UEK
- Zastępca Dyrektora: dr inż. Małgorzata Miśniakiewicz[5]